# Sanguinobolus maculosus
Sanguinobolus maculosus – gatunek dwuparca z rzędu Spirobolida i rodziny Pachybolidae, jedyny z monotypowego rodzaju Sanguinobolus.
Gatunek i rodzaj opisane zostały w 2009 roku przez Thomasa Wesenera. Opisu dokonano na podstawie dwóch okazów: samca i samicy, odłowionych w 2001 roku.
Holotypowy samiec ma ciało o długości 118 mm, złożone z 51 pierścieni, a paratypowa samica ciało długości 120 mm, złożone z 52 pierścieni. Głowa, wierzch metazonitów, telson, czułki i odnóża mają barwę czerwoną, zaś reszta ciała czarwonobrązowawą (ubarwienie ostrzegawcze), prawdopodobnie wypłowiałą wskutek przechowywania w okazu w alkoholu. Głowa ma po 35–40 oczu prostych na każdym polu ocznym, ustawionych w 7–8 pionowych rzędów. Nadustek ma dwie pary oszczecinionych dołków, a warga górna trzy nieregularne ząbki i rząd 10–12 szczecin brzeżnych. Każda żuwaczka ma zaokrąglony ząb zewnętrzny, trójwierzchołkowy ząb środkowy, 5–6 grzebykowatych lamelli i liczne poprzeczne bruzdy na płacie molarnym. Gnatochilarium ma po 3 szczecinki szczytowe na pieńkach i po 2 szczecinki na lamellae linguales. Collum jest nabrzmiałe. Ozopory zaczynają się od 6 segmentu ciała. Telson ma zaokrąglony pierścień preanalny, niewystający poza dobrze rozwinięte, mikropunktowane walwy analne. Poduszeczki na stopach samca są obecne od trzeciej pary odnóży i słabo rozwinięte, niewystające poza nasadę pazurka. Sternit między jego przednimi gonopodami wydłużony jest w szeroki, zaokrąglony płat. Przednie gonopody mają słabo rozwinięte wyrostki pośrodkowe koksytów oraz telopodity z okrągłym rowkiem z tyłu części nasadowej i dużym, gałeczkowatym wyrostkiem. W tylnej parze gonopodów samca koksyty mają długie i grube gałęzie oraz oddzielone są od telopoditów błoniastym rejonem oskórka. Telopodity tych gonopodów ustawione są naprzeciwlegle, mają główną gałąź dwukrotnie dłuższą niż szerszą, a gałąź boczną nieco dłuższą i wyraźnie grubszą od gałęzi koksytów.
Wij endemiczny dla Madagaskaru, znany tylko z Parku Narodowego Montagne d’Ambre, gdzie zasiedla górskie lasy deszczowe. Jedyne znane stanowisko leży na 925 m n.p.m. Międzynarodowa Unia Ochrony Przyrody umieszcza go w Czerwonej księdze gatunków zagrożonych jako gatunek zagrożony najmniejszej troski. Jego zasięg występowania oszacowano na 206 km². Głównymi zagrożeniami w Parku Narodowym Montagne d’Ambre jest trzebież żarowa tamtejszych lasów oraz wypas bydła, jednak na razie nie dotyczą one terenów górskich, które zasiedla ów wij.